# Лопухин, Виктор Александрович
Ви́ктор Алекса́ндрович Лопухи́н (2 [14] ноября 1868 — март 1933, Бутырская тюрьма Москва) — действительный статский советник (1911) из рода Лопухиных, глава ряда губерний.

## Биография
Виктор Александрович родился в семье камергера Александра Алексеевича (1839—1895) и Елизаветы Дмитриевны, урождённой Голохвастовой (1841—1909). Имел двух братьев: Алексея и Дмитрия.
Получил образование в Владикавказской классической гимназии. Окончил Николаевское кавалерийское училище. С 31 августа 1890 года по 11 июля 1894 года находился на военной службе.
С марта 1895 года Лопухин на должности младшего чиновника особых поручений при Киевском, Подольском и Волынском генерал-губернаторе, через четыре года — сверхштатный старший чиновник особых поручений при Виленском, Ковенском и Гродненском генерал-губернаторе, занимающимся ревизиями. С 7 апреля 1899 по 1902 годы — паневежский уездный предводитель дворянства. 5 ноября 1904 года назначен вице-губернатором в Екатеринослав, в июне 1906 года — в Тулу.
31 декабря 1909 года назначен пермским губернатором. В этот период участвовал в подготовке Пермской губернии к трем юбилеям — 50-летию отмены крепостного права (1911), 100-летию Отечественной войны(1912), 300-летию дома Романовых (1913). Летом 1910 года Лопухин принимал меры по нераспространению эпидемии холеры в губернии: по его распоряжению было проверено санитарное состояние городов, закрыты торговые заведения, нарушавшие санитарные нормы, оборудованы специальные бараки для заболевших. 28 февраля 1911 года покинул пост, отправившись на лечение.
В 1911 году назначен губернатором Новгородской губернии. В период губернаторства уделял внимание развитию кустарных промыслов, содействовал открытию в Новгороде низшей ремесленной школы, присутствовал на открытии ремесленных классов. В. А. Лопухин утвердил постановления о соблюдении санитарных норм и порядка, о борьбе с хулиганством. Участвовал в открытии XV Археологического съезда в Новгороде, где выступил с рефератом «О месте заточении Михаила Никитича Романова».
В декабре 1912 года действительный статский советник Лопухин переведён на должность губернатора Тульской губернии. В это время исполнял обязанности председателя местного управления Российского Общества Красного Креста, президента Тульского общества поощрения коннозаводства, принимал участие в деятельности общины сестёр милосердия во имя Казанской Божьей Матери и общества хоругвеносцев.
В 1914—1915 годах — вологодский губернатор. В это время он был активным участником Комитета по реставрации Ферапонтова монастыря.
С 1915 года — член Совета министра внутренних дел, спустя два года в феврале 1917 года был уволен с формулировкой «по болезни».
После революции остался на родине. Считался погибшим в годы гражданской войны, но это оказалось ошибкой. Жил под Москвой. 6 февраля 1933 года арестован органами ОГПУ по обвинению в антисоветской агитации, содержался в Бутырской тюрьме, где и скончался. Реабилитирован в 1993 году.

## Семья
- Первая жена — Нина Исидоровна Гессен (1868—1929), сестра историка Ю. И. Гессена.
- Вторая жена (с 6 июля 1920 года) — Надежда Николаевна Бахрушина (1887—1927), дочь купца I гильдии Николая Петровича Бахрушина (1854—1927) и его жены Любови Сергеевны Перловой (1864—1912). От этого брака двое сыновей — Георгий (1921—2009) и Александр (род. 1922).